# 체스티 발레스터로스

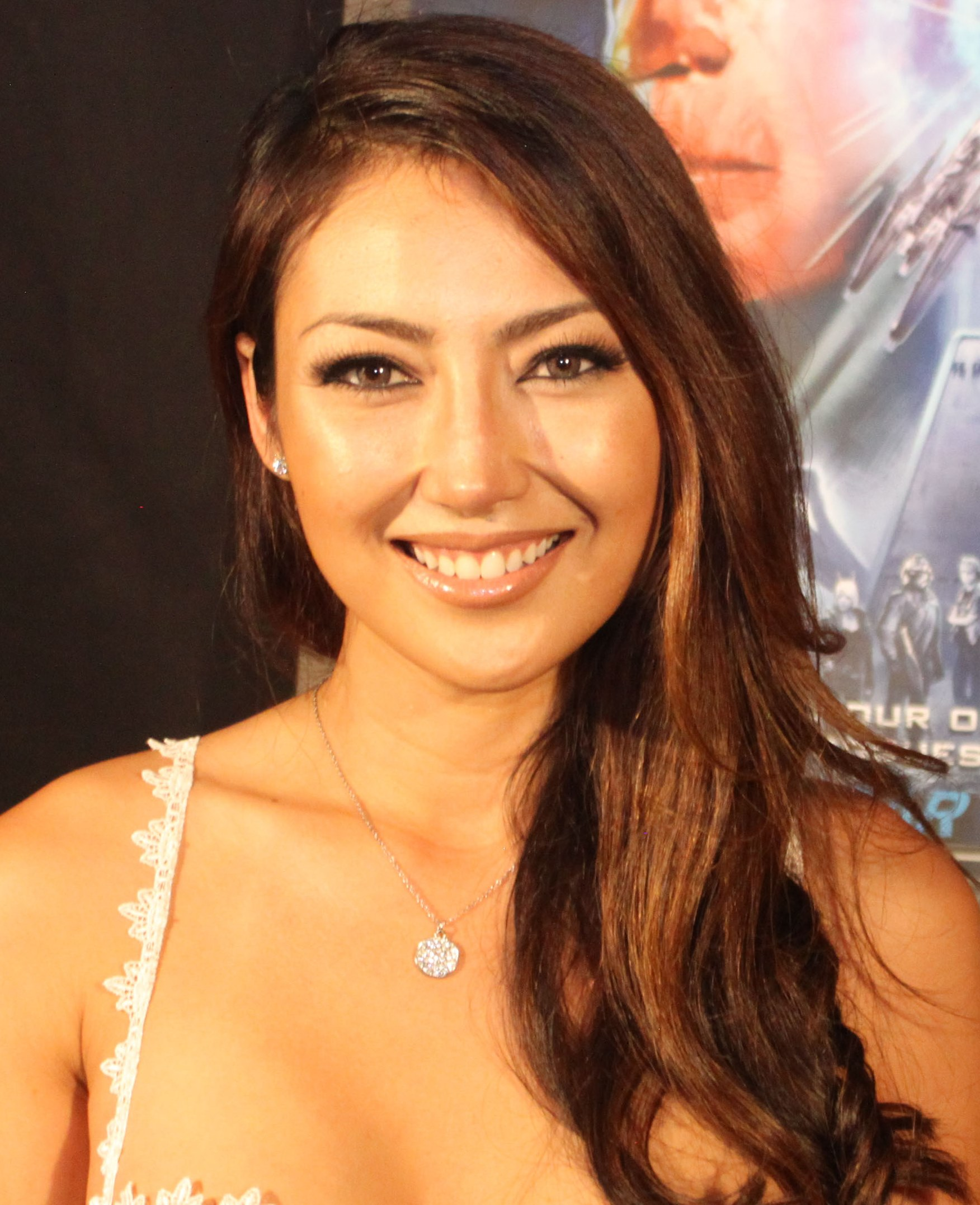

채스티 바예스테로스(Chasty Ballesteros, 영어 발음: /ˈtʃæsti/, 1981년 1월 3일 ~ )는 캐나다의 배우이다.
밴쿠버에서 태어났다.

## 출연 작품

### 영화
- Encounter with Danger (2009)
- Guido Superstar: The Rise of Guido (2010)
- 파이널 데스티네이션 5 (2011)
- 바운티 킬러 (2013) - 코라 역
- 인턴십 (2013)
- 친구와 애인 사이 (2013) - 모니크 역
- Casting Couch (2013) - 키미 역
- 나쁜 이웃들 (2014) - 알레시아 역
- 걸 하우스 (2014) - 재닛 역
- 내 남자 사용법 2 (2014)
- Book of Fire (2015)
- 더 펀하우스 매서커 (2015)
- 악녀: 더 킬러 (2015) - 메이 역
- 핫 봇 (2016, Hot Bot)
- 시티 워: 익스트림 킬러 (2016, Vigilante Diaries) - 레이븐 역
- 에스피오나지 투나잇 (2017, Espionage Tonight) - 페이 송 역
- 미이라 (2017)
- The Grounds (2018)

### 텔레비전
- 뉴스룸 (2012-13)